# Mariä-Schutz-und-Fürbitte-Kirche (Gredetin)

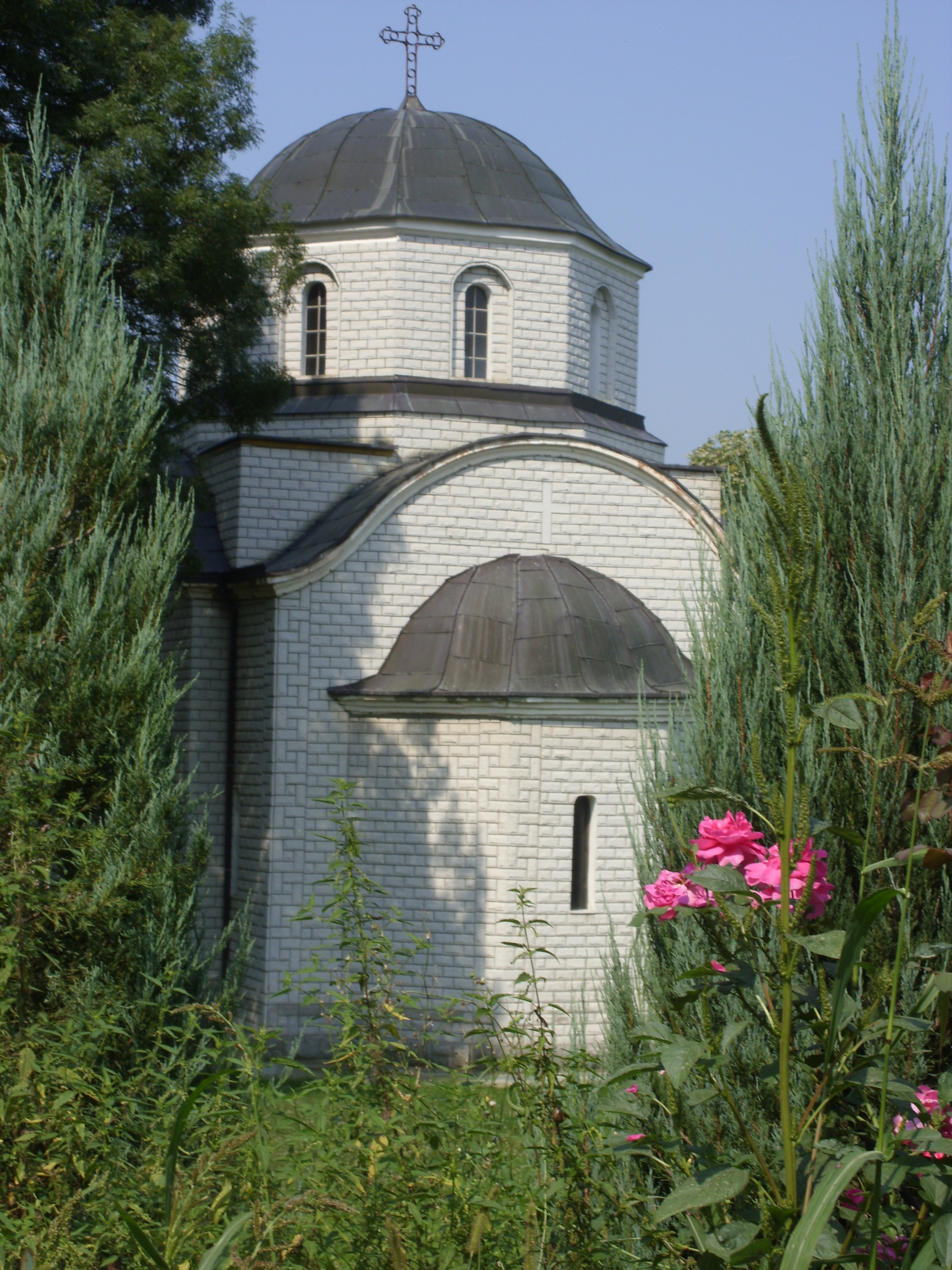
Die Mariä-Schutz-und-Fürbitte-Kirche in Gredetin

Die Mariä-Schutz-und-Fürbitte-Kirche (serbisch: Црква Покрова Пресвете Богородице, Crkva Pokrova Presvete Bogorodice) im zur Opština Aleksinac gehörendem Dorf Gredetin ist eine serbisch-orthodoxe Kirche im südöstlichen Serbien.
Das 1938 erbaute Kirchengebäude ist  Mariä Schutz und Fürbitte gewidmet. Sie ist die Pfarrkirche der Pfarrei und der Sitz der Kirchengemeinde Gredetin im Dekanat Aleksinac der Eparchie Niš der Serbisch-Orthodoxen Kirche.

## Lage

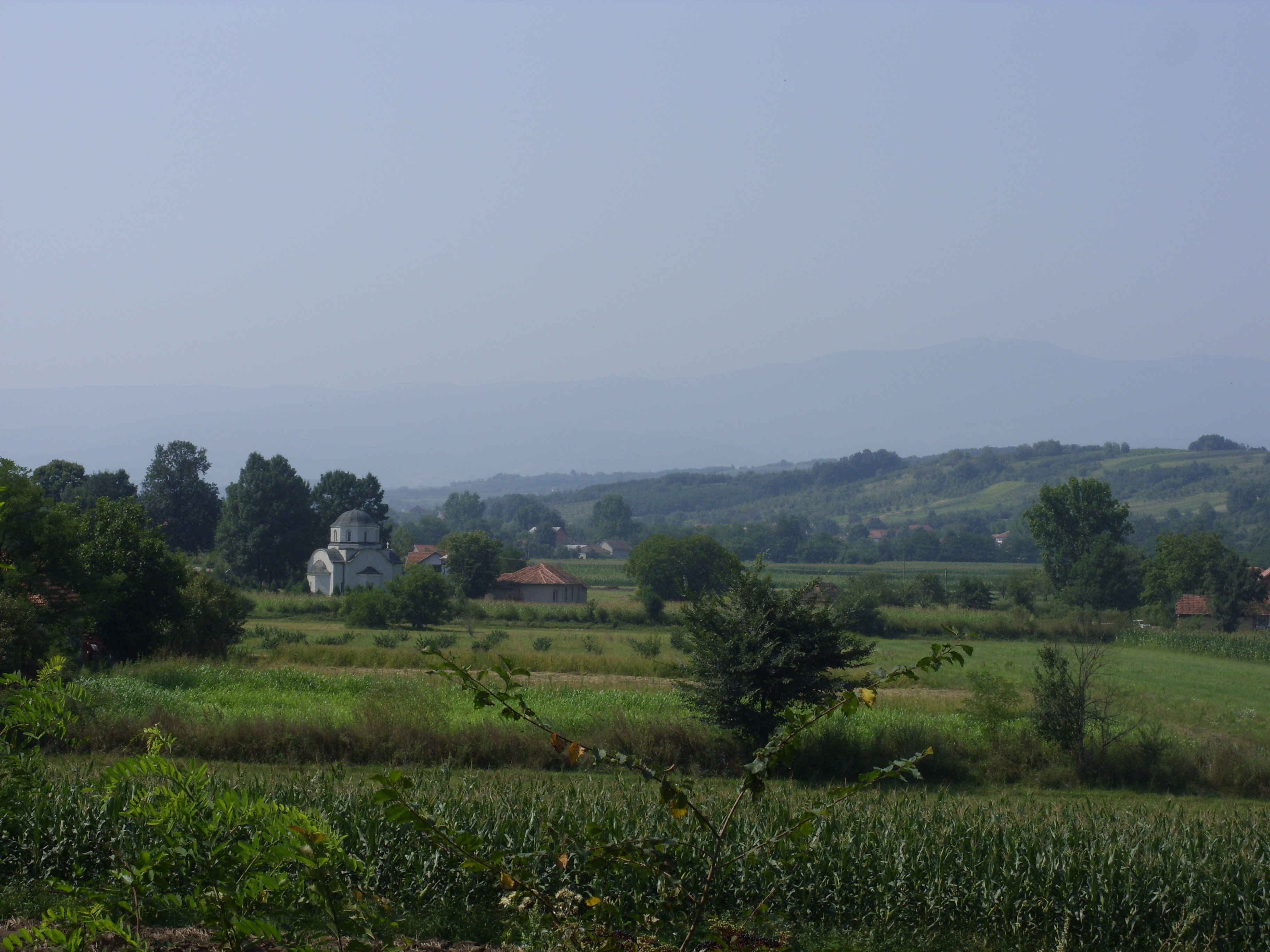
Die Kirche und umgebendes Landschaftspanorama

Die Kirche steht im Norden von Gredetin bei der Kreuzung der Straßen Omladinska ulica und Trnjanski put. In Gredetin existiert ein Dorffriedhof, dieser befindet sich im südöstlichen Dorfgebiet. 
Umgeben wird die Kirche vom umzäunten Kirchhof mit einem großen Eingangsportal. Neben der Kirche stehen im Kirchhof: der 1961 errichtete Glockenturm, ein Sommerpavilion, das 1980 erbaute Pfarrhaus und der von 2001 bis 2007 erbaute kirchliche Konak.

## Geschichte
Die Kirche wurde in der Zwischenkriegszeit 1938 im damaligen Königreich Jugoslawien erbaut. 1968 im sozialistischen Jugoslawien wurde die Mariä-Schutz-und-Fürbitte-Kirche vom damaligen Bischof der Eparchie Niš, Jovan, feierlich geweiht.
Das Antimension wurde 1962 von Bischof Jovan geweiht. 2011 wurde mit der Renovierung der Kirche begonnen. Die Kirche ist der Veranstaltungsort, der geistig-kulturellen Veranstaltung „Tage der geistigen Verklärung“, die in diesem Dorf traditionell am Vorabend des Feiertages Christi Verklärung, dem 19. August (nach dem in der serbisch-orthodoxen Kirche weiterhin verwendeten julianischen Kalender), stattfindet.

## Architektur
Die einschiffige Kreuzkuppelkirche kleinerer Baudimension wurde in einer modernen Adaption des serbisch-byzantinischen Stils erbaut, mit einer Altar-Apsis im Osten, kleinen Seitenkonchen an der Nord- und Südseite, einer zentralen großen Rundkuppel, die sich über dem Tambour in der Mitte des Naos bei der Kreuzung der Seitenarme der Kirche erhebt und einem kleinen Narthex mitsamt dem Kircheneingang im Westen. 
Die Grundform der Kirche ist ein Griechisches Kreuz. Die Kirche besitzt zwei Kirchenkreuze sowie an jeder der vier Kirchenwände eine kleine Kreuzdekoration. Im Kircheninnenraum steht eine Ikonostase mitsamt Ikonen und der Innenraum ist mit byzantinischen Fresken bemalt.